# 女性潮射
女性潮射（英語：Female ejaculation，或稱女性射液、女性射精）指的是由圍繞及沿著尿道前進的斯基恩氏腺在性高潮时或高潮前所快速涌出的液体。几种俗名（中文潮吹、丟或潮噴，噴尿、噴水、吹水、出水；英文「squirting」或「gushing」）所指现象不甚明确，经常把此现象和一种“快速喷出液体，部分为来自膀胱的尿液”的现象混淆。
女性射液在生理学上和性交中失禁不同，但是经常混淆。
目前只有極少關於女性潮射的研究。至今研究仍未能就潮吹達成共識，其原因在於該些研究未能採用普遍認可的定義，及在方法上存有問題。相關研究的缺陷包括過分依賴經高度篩選的觀察對象、只以個案作研究，以及觀察對象過少——這使得研究者難以從中得出總結性的結論。大多數聚焦於液體性質的研究都以其是否尿液，或是否包含尿液為核心。 有研究者把性交中所有从尿道和阴道出来的液体都叫做“女性射液”，导致现有文献的内容极其混乱。
至于是否女性射液是斯基恩氏腺所分泌也有一定争议；虽然醫學專業人士之間仍對「該些液體的確切來源及性質」存有爭議（且該些爭議跟g点是否存在的疑點相關），现在已有充足的证据表明女性射液来自此腺。 女性射液的功能仍然不明。
|          | 女性潮射                                                    | 喷尿 |
| -------- | ----------------------------------------------------------- | --- |
| 性状     | 白色、粘稠                                                  | 透明、水状                                                                                              |
| 体积     | “少量”                                                      | 较多（15–115 mL）                                                                                       |
| 触发方式 | ？，似乎和高潮有一定关系，但比喷尿和高潮的关系弱            | 刺激G点（此处指阴道前壁阴蒂-尿道-阴道复合体），和高潮关系密切，经历者称为是“对伴侣之间性接触的积极反应” |
| 成分     | 高浓度前列腺特异抗原（PSA）、前列腺酸性磷酸酶、果糖、葡萄糖 | 和尿液相同                                                                                              |

## 記載及相關報告
在一項问卷调查中，35–50%的女性報稱她們在達至性高潮時曾有「液體涌出」的經歷。其他研究則顯示相關數字落在10-69％之間，取決於所使用的定義及研究方法。例如克拉托赫維爾於1994年以200名女性作訪問對象的調查顯示，6%報稱曾體驗過潮射現象 ，另外13%的女性有類近的感覺，約60%曾經歷過非潮射式的液體釋出。所喷出的液體量在記載中差異很大，從當事人難以察覺的量到平均1–5毫升。
在性興奮時女性的性器官區域會有液體射出的想法已遭女性健康作家喬克形容為「現代性學之中其中一個最會引起激烈爭論的議題」。女性潮射是解剖學、醫學及生物學文獻的探究主題之一，且相關探討已持續了很多年。部分女性主義作家對於這類型的聚焦存疑。

### 文獻記載

#### 古代
古代中國及印度的典籍就已有女性潮射的相關記載，比如《玉房秘訣》中記載了女性性兴奋时的五種表现，當中之一為：「五曰尻傳液，徐徐引之。」，這被認為是对女性潮射的描述。白行简的《天地阴阳交欢大乐赋》也曾提到了這種現象，其提到刺激陰道內某處時，会有大量液体射出。印度的《欲经》也提到了女性射液的現象。

#### 16-18世紀
荷蘭醫師莱姆纽斯在16世紀時提到一个女人如何「吸出男人的种子，并且把自己的种子糅合进去」。在17世纪，法國婦產科醫師莫理士提到「女性尿道口的腺体能在性交時喷涌出大量盐水样液体，增加了女性的温热感和兴奋」。學者對女性性解剖及功能的了解在此一世紀中不斷加深，特别是丹麦的巴塞氏家族對於這方面的貢獻。

#### 格拉
荷兰解剖学家格拉於17世紀寫了一篇極具影響力的論文《關於女性的生產器官》，它後來成為了當時這一領域上引用量最多的文獻。格拉儘管探討了相關爭議，但同時支持亚里士多德的觀點。他验证了該些液體是来源自圍繞尿道的腺体结构和管道。
[VI:66-7]在整个尿道管旁邊存有非常薄的粘膜。在較下近尿液出口的部分，可以见到许多大的腺管开口或空隙，偶尔可以见到从那里分泌出相当数量的液体。
在薄粘膜和剛才探討過的肉样纤维之間存有發白的膜狀组织，其圍繞着整個尿道，厚薄大约有一指左右……可以称之为「前列腺」或「腺样体」之类的名称……「前列腺」的功能是分泌該些液体，以让女性更富有性欲，在性交时性器官更加润滑。

[VII:81]女性前列腺所帶來的快感就像男性前列腺受到刺激时表现出的那样。
儘管他在[XIII:212]中探討了各種有關潮射及其來源的爭議，但仍相信這種來自陰道、泌尿道、子宮頸和子宮的液體「會在性的鬥爭及想像中射出」。亦有跡象顯示他找到了斯基恩氏腺——他在[XIII: 213]中寫道：「位於陰道頸部口和尿液出口的該些管道會接收來自女性『前列腺』的液體，或者更確切地說是尿道周圍的膜状厚體」。但當他提到「液體會在女性看到一名英俊的男子湧出」時，他並没有很好区分润滑液和射液。他在[XIII:214]中亦指出「液體通常會在陰部湧出」。但他的主要目的在於在爭議中區分『生產液』和『歡愉液』。

#### 19世紀
19世纪，性心理病理学家埃宾有关性变态的研究著作《性精神病态》把女性潮射列在标题「女性先天性性反转」之下，視其為跟神经衰弱和同性恋有关的性反转：
女同性之间的性满足似乎减弱了接吻和抚摸的作用（这只能满足她们微弱的性本能），但是产生了性神经衰弱性女性射液。
弗洛伊德在他的多拉案例的研究中赋予它一个病理称谓——「歇斯底里」。
女性在生殖器外觀上的驕傲是她們虛榮心的一個特殊顯徵；她們認為生殖器疾病可以激發厭惡感，甚至使人感到極大的羞辱。這會降低她們的自尊，使她們易怒、敏感和不信任他人。陰道粘膜的異常分泌被視為厭惡感的來源。
然而当时的女性则对此给予相对积极的评价，比如说斯佩里在1918年寫給戈尔德曼的信中提到「你的爱液会节律性地喷涌而出」。斯基恩於1880年對尿道旁腺或尿道周腺的描述亦使解剖學知識進一步累積，他宣稱該腺體就是女性潮射中的液體來源之一，該腺體及後遭普遍稱為斯基恩氏腺。

#### 20世紀

##### 20世紀早期
20世紀早期的婚姻手冊指女性潮射仍屬正常現象，由維爾德編寫，並於1926年出版的《理想婚姻：婚姻的生理学与技巧》就是其中之一。他在當中记录了妇女对此的不同体验：
似乎大多数非专业人士相信女性在高潮时就像正常男性所做的那样，会强而有力地从身体射出什么东西。对女性而言，射与不射其实都是正常的。
由張競生所著，兼於同年出版的《性史》亦收錄了一名女性的投稿，當中她指自己在高潮時會「出精」：
迨几度纵送已经排泄了很多的液沫来了，浑身发热，呼吸急促，一阵麻醉，觉得有一股热的液质从子宫口跃出阴道直浇在他的生殖器上。泄毕，十分疲倦，想要睡去。
張競生後稱這種液體為「第三種水」，指其「丢时，女子如醉如痴，周身觉得痛快无比，过后又觉得些疲倦。與男人丟精的狀態前後類似」。
不过20世纪的前几十年，这个问题基本上还是没有受到人们的普遍重视。1948年，美国妇产科医生霍夫曼发表了他对女性前列腺的研究，當中包含詳細的绘图。他於當中清楚地表明由斯基尼确认的尿道口腺体与直接排放物質到尿道的腺體組織的区别。
尿道就像一棵树，从它的主干上会发出许多最终是盲端的分支、尿道旁腺和腺管。
當時人们最感兴趣的並不是腺体的功能，而是它们的结构和所产生的物质。關於女性潮射的更明確當代記載出現於2年之後，當時格拉夫伯格基于他对女性高潮的观察，發表了一篇研究文章。
性感帶總是可以在貼着尿道的陰道前壁中找到……男性尿道的同源物——女性尿道似乎也被勃起组织所包绕……在性刺激的过程中，女性尿道会扩展变大，這很容易就感觉到。在高潮结束之际，尿道会明显地向外肿胀。……偶尔，所产生的液体会大量的（射出）……

如果人們有机会观察这些女性的高潮，便可以看到大量清澈透明的液体从尿道口喷涌而出。我的第一印象是强烈的性高潮让女性的膀胱括约肌出现残缺。性学文献里介绍过高潮时尿液的不随意喷涌。但是在我们所观察到的例子中，对液体的检查结果表明其并无尿液的特征。我倾向于相信女性在高潮时射出的这些液体并非尿液，而是貼着尿道的陰道前壁的性感帶腺体所分泌的。而且这些喷涌而出的液体并无润滑意义，润滑液应该在性交之初分泌，而不是在高潮的巅峰时刻才排出。
然而這篇文章的影響不大，且被當時的主流性学报告所駁斥，包括金赛於1953年發表的《女性性行為》及麥斯特與強生於1966年發表的《人类性反应》， 兩者皆視其為壓力性尿失禁。雖然金赛顯然很熟悉這種現象，但他仍評論指（第612頁）：
女人陰道收縮時，會擠出一些分泌液，少數人類似於射出。人們常常提到這種現象，並認為這是女性的射精……這當然是錯誤的。
麥斯特與強生在10年後亦觀察到（第79–80頁）：
大多數女性在達至高潮時不會發生潮射……我們「已經」觀察到幾名女性射出一種不是尿液的液體。
（按原文強調）但卻駁斥了它（第135頁）——「女性潮射是一個普遍存在的錯誤概念」，且在20年後（1982年）仍繼續拒絕承認它，他們在當時的著作中重申女性潮射這一個概念是錯誤的 （第69–70頁），並稱其為「壓力性尿失禁」之結果。

##### 20世紀後期
此一現象在1978年以前繼續遭到忽視。塞维利和班内特於該年在《性研究期刊》上发表的一篇綜述，追踪和回顾了以往历史上的争论；3年後，惠普爾等人於《性研究期刊》上发表了3篇系列文章，迅即成為當前争论的焦點。惠普爾在研究尿失禁時注意到這種現象，並指出女性潮射与尿失禁經常遭人混淆。塞夫黎和班内特指出，這儘管不是「什麼新的知識，但對這件事的重新意識應有助我們認識『女性之性』」。然而他們所提出的理論立即遭到像波倫般的研究者所駁斥，因為他們的研究方法並不嚴謹。精神科醫師卡普蘭亦在1983年指出：
女性潮射（與性高潮期間的女性排尿不同）從來沒有得到科學證據證實，至少可以說是非常值得懷疑的。
像弗里斯般的激進女性主義作家對此不以為然，並宣稱其只是男性的幻想罷了：
這只是性學文獻中男性對女女性行為的幻想罷了。埃宾為女性發明了『潮射』這一種現象。
奧康奈爾自1998年開始對此進行更詳細的解剖學研究，澄清了潮射所涉及的解剖結構和功能的關係。她观察到会阴尿道是包埋在阴道前壁里的，除了与阴道壁紧密贴合的尿道后壁，尿道周围所有方向上都包绕着勃起组织。「阴道远端、阴蒂和尿道形成一个整合体，共同覆盖着具有上皮特征的会阴皮肤，它们具有共同的神经支配和血管分布。在性刺激之下，它們會一起作出反应」。

#### 人類學的說法
女性潮射是20世紀人类学研究的一個主題，相關專著包括马林诺夫斯基於1929年發表的《美拉尼西亚西北部野蛮人的性生活》，格拉德溫和薩拉森於1956年發表的《楚克：天堂裡的男人》。马林诺夫斯基指出對於居住在特羅布里恩群島的島民而言，代指女性潮射及男性射精的當地用詞皆是相同的：
他們對於該些液體的射出的稱呼並沒有分男女（統稱其為「momona」或「momola」）；他們相信該些液體同源於腎臟，且功能也是一致的——它們跟生殖無關 ，不過跟快感和潤滑有關。
在描繪居於楚克的密克羅尼西亞人的性關係時，格拉德溫和薩拉森指出：「對於他們而言，女性性高潮的表徵在於排尿」。布萊克利奇列舉了其他存有同樣觀點的社群，包括乌干达的巴托罗人、摩哈维印度人、曼加伊亞島人，以及波纳佩岛人。巴托罗人的較年長女性會教導年輕女性在青春期時「kachapati」（喷在牆上）。（Chalker，2002年，第531-2页；Ladas等人。1983年，第74-5页）

## 研究

### 概論
目前只有極少關於女性潮射的研究。至今研究仍未能就女性潮射達成共識，其原因在於該些研究未能採用普遍認可的定義或在方法上存有問題。相關研究的缺陷包括過分依賴經高度篩選的觀察對象、只以個案作研究，以及觀察對象過少——這使得研究者難以從中得出總結性的結論。 大多數聚焦於液體性質的研究都以其是否尿液，或是否包含尿液為核心。在樣本的收集和純淨度（有否被污染）上亦存有問題。由於研究的聚焦點為尿道旁腺，所以不可能將分泌物與尿液完全分開，在考慮到可能會出現逆行潮射的情況下更是如此。目前最好的數據是源於「女性研究對象避免性交，且以其在高潮前後的尿液作參照物」的研究。研究亦嘗試透過檢測連同尿液一同排出的化學物質，來監察樣本遭尿液污染的情況。此外研究的方法問題還包括該些液體的成分可能會隨著月經週期而發生變化，以及尿道旁組織的生化特徵會隨年紀而發生變化。另外還有問題跟所選標誌物的敏感性和專一性有關。該問題的核心在於液體的來源及成分。

### 稱謂之分別

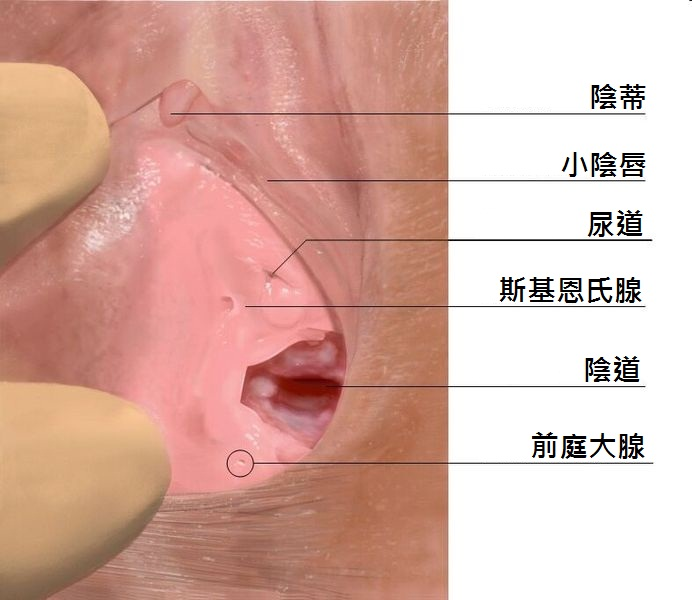
據信斯基恩氏腺對噴水現象十分重要。

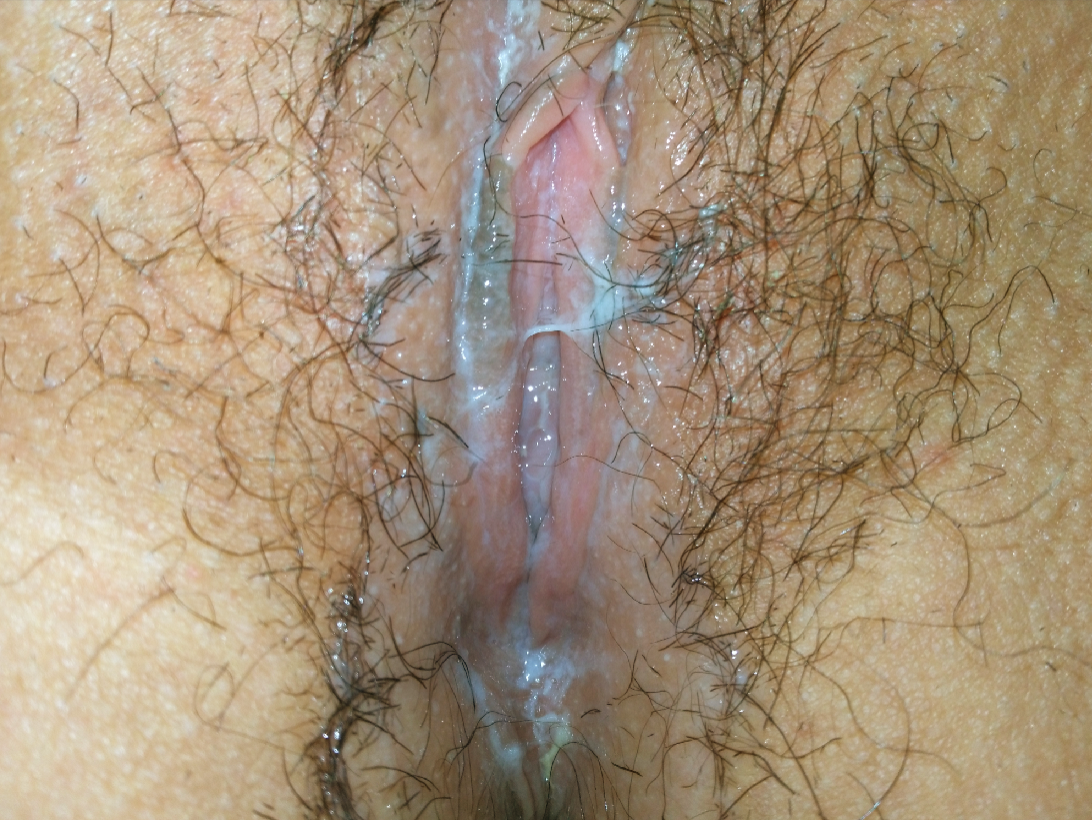
“真正的”女性潮射液體是白色、粘稠、少量产生的液体

一些研究者會把「Female ejaculation」跟俗稱「squirting」或「gushing」區分開來。公眾常常會把上述三者交替使用，導致人們混淆。在該些研究者眼中，「真正的」女性潮射是指非常少量而又濃稠的白色液體從女性前列腺釋放出來，而「squirting」或「gushing」（在色情片中常见）則是一種不同的現象——它倆皆是指清澈的液體大量排出，之后被證明該些液體為來自膀胱的稀釋液。
汉语中在“女性潮射”（即英文直译）和俗称的“喷尿”、“喷水”之间也有类似的情况。

### 跟尿失禁的關係
在20世紀後期時，女性潮射跟尿失禁之間有著很大的混淆。波倫在1982年解釋道：
在以往得到廣泛接受的觀點——女性高潮期間排出的所有液體都是尿液——現在正被研究者挑戰……現在的性學家須不要以『高潮時任何液體的產生皆為女性潮射』為前提進行研究。
20世紀80年代以後的科學研究指出，女性潮射時所產生的物質跟尿液不同，儘管它的某些性質（如鹼度）確實與尿液相似。一項於較近期發表的研究顯示，自報有潮射的女性並沒有出現任何排尿問題，顯示潮射和尿失禁在生理上是截然不同的，不過當事人有機會會分不清這兩種情況。 一項由戴維森負責兼以1,289名女性作研究對象的研究發現，潮射的感覺與排尿非常相似。舒巴赫在一項研究中，以导尿裝置把研究對象的尿液跟其他高潮排出物分開。結果顯示7名聲稱自己有潮射的女性在高潮時會排出大量尿液，而其他液體的排出量則只有極少，甚至没有其他液體排出。
研究者應確認声稱自己有潮射的女性是否只是在性行為期間尿失禁，這能避免不必要的介入。

### 液體的性質
有人认为，潮射现象是压力性尿失禁或阴道润滑之結果。所以关于潮射液体成分的研究几乎全部集中在试图证明射出物不是尿液，它們會测量尿素、肌酸酐、前列腺酸性磷酸酶（PAP）、前列腺特异性抗原（PSA）、葡萄糖和果糖等物质的水平。早期实验得到的结果是相互矛盾的。阿迪戈等人對一名女性的初步研究並不能在一項於2年後針對11名女性的後續研究中證實，但是卻在1984年一項針對7名女性的研究中獲得證實。另一項針對27名女性並於1985年發表的研究則僅發現了尿液。
2007年进行的一次对两名女性的超声波，内窥镜检查和流体生物化学分析。将其中一名女性的潮吹液体和来自同一女性的高潮前尿液以及公开的男性射精数据进行比较。在两位女性中，潮吹液体中的前列腺特异性抗原、前列腺酸性磷酸酶和葡萄糖水平都较高，但尿液中肌酐水平较低。前列腺特异性抗原水平与男性相当。
2014年进行的一项超声波检查发现，参与实验的7名女性在性兴奋期间反复报告大量液体排出，在性刺激前膀胱全部放空，喷出前有明显的膀胱充盈，并证实喷射后膀胱再次排空。尽管射出的液体中存在少量的前列腺分泌物，但此研究表明，喷射本质上是性活动期间尿液的非随意排放。

### 液體的來源
一些反對聲音以女性潮射的液體排出量作依據——該些液體必須儲存在骨盆的某個地方，而最大的儲存區就是膀胱。尿道旁腺組織的容量很少。相比之下，男性每次射精的體積從0.2毫升到6.6毫升不等（置信水平為95%），最多13毫升；因此若所報稱的潮射量很大，那麼便很有可能包含一定的尿液。戈德伯格在1983年對11個樣本進行了分析，結果顯示其體積從3毫升到15毫升不等。一項研究指斯基恩氏腺有能力在30-50秒內射出30-50毫升的液體，不過其確認及量度方法尚是不明。其中一個排除方法就是使用像亞甲藍般的化学物質，這可以檢測出液體是否包括任何尿液成分在內。 貝爾澤表示，在他研究過的一位女性的尿液中發現染色物，但卻不能在她高潮時所排出的液體中找到該染色物。
研究者在利用生化和免疫組織化學方法後，在尿道旁腺組織中成功識別前列腺酸性磷酸酶和前列腺特異性抗原，這顯示女性潮射的液體可能是這些組織的導管所產生的，跟男性產生精液的方法同源。另一款在前列腺/尿道旁腺組織中常見的標誌物為人類蛋白質1號。
尿液中亦含有前列腺特異性抗原（PSA），其水平會在高潮後升高（與高潮前相比）。同時收集尿液及潮射的研究顯示，上述兩者皆含有前列腺特異性抗原，但該抗原在潮射的浓度較大。Wimpissinger et al., 2007 发现尿液的PSA浓度为0.16–0.8 ng/mL，在女性潮射粘液则为105.9–213.49 ng/mL，差距超过一百倍。

### 功用
該些可能排出的液體的生理功能尚是不明。一篇在2009年發表於《醫學假說》上的論文認為其可能有抗微生物的作用，用以避免泌尿道感染。

## 爭議及女性主義者的批評
現今文獻在描述相關爭議時會聚焦於三點：女性潮射是否存在、液體的性質及來源，以及它跟女性之性的關係。該些爭論受到大眾文化、色情物品、生理化學及行為研究的影響。部分女性主義者視該些研究的結果為「男性視角底下的數據解讀」。該些爭議跟G點是否存在的疑點相關。刺激陰道前壁會使尿道旁腺、斯基恩氏腺的所在處及導管，以及液體的推定來源同時受到刺激，因此已有不同文章認為刺激該處會導致女性潮射的出現。位於陰道前方，兼圍繞遠端尿道的斯基恩氏腺跟男性前列腺屬同源。
達林等人主持了一項大規模調查，並因此認為女性潮射是實際存在的，但卻受到阿爾扎泰的批評，他認為直接的實驗未能提供任何證據證明女性潮射是實際存在的。阿爾扎泰指出：
女性對有關性器官的解剖學和生理學知識的無知和/或困惑會使她們誤把陰道潤滑及壓力性尿失禁當作「潮射」。
貝爾認為對兩種不同現象的探討會使爭論失焦。她評論指阿爾扎泰只是簡單地為了支持嚴謹的科學證據，而對女性的主觀體驗進行駁斥；且認為他是「不承認女性主觀體驗的有效性」的典型男性性學家。貝爾的批評點為參與此一爭論的女性主義者的核心思想，他們批評研究者「忽視、重新詮釋和改寫女性的主觀描述」的傾向。她繼指出對某些人而言，女性潮射是信念問題，而非生理學問題。貝爾繼問道為什麽女性主義者們不會為使女性能掌握有關女性潮射的話語權而發聲，兼認為文獻只會從五個方向探討女性潮射：生育、性快感、偏差、病理學和科學迷思。
直至1982年拉達斯、惠普爾和佩里共同編寫的《G點以及人類性學其它新發現》出版至市面，相關討論才正式進入大眾文化。該著作探討了女性潮射，並使醫學界及一般大眾重新關注及討論「女性之性」。該本著作把作者們於上一年出版的三篇論文的內容通俗地向大眾展現。喬克指出這本著作遭到強烈的蔑視和質疑。關於「女性潮射」的章節主要是依據軼事證據而寫的，這凸顯了潮射爭論當中的其中一個主要問題。該章節的依據主要放在軼事及小規模觀察上，根據生物醫學調查及臨床實驗而寫的內容相對較少。此外更令可信性降低的地方就是一些女性表示她們被診斷患有尿失禁。這本書提出了另一個女性主義理論——由於在歷史上，女性在性行為方面的快樂被排除在外，因此潮射的快感要不然被打折，就是遭保健專業人士看作一種純生理現象。惠普爾於後來繼續把她的發現宣揚開去，相關例子包括她於1981年製作的一段9分鍾影片《受了性刺激的女性在達至高潮時的液體排出》。《性研究期刊》於1984年形容有關女性潮射的爭議開始「進一步白熱化」。
塞維利在1987年出版了《夏娃的秘密：一種新的女性『性』理論》，並於當中跟進了自己的研究，她在書中強調應以整體的角度來分析女性之性，兼把陰蒂、陰道和尿道統合成一個性器官。這不僅挑戰了把女性之性區分成陰蒂與陰道的傳統，還對尿道進行了性化。
《美国妇产科学杂志》在2002年出版海因斯的〈G點：現代婦科迷思〉後，便激起其他研究者對海因斯的怒意，兩者更為此不斷進行書面爭論。
截至2007年和2008年，「女性前列腺和潮射存在與否」仍有爭議，同時人們亦繼續發表探討該主題的文章和書籍。

## 社會意義
有關性功能的科學探討仍少於政治及哲學上的討論，對於性高潮的情況而言更是如此。不論女性潮射的有關細節如何，其對社會的影響仍是十分可觀。
大多數在性行為期間有液體射出的女性在聽聞女性潮射之前，都会為此感到羞恥，以至会避免任何形式的性親密，因为她們认为自己尿濕了進行性行為的地方。 一些則為此壓制自己，不讓自己達至高潮，或尋求醫療協助。
但女性潮射及其相關概念仍存有一些問題。首先像女性前列腺和女性射精般的用語存有「女性的身體只是模彷男性」的暗示成分在內，並將女性的身體映射到男性身上。其次過分強調女性潮射可能使人出現臨場表現焦慮的情況。由於一些女性主義者認為「相同」只是男性視角下的觀點，所以她們拒絕使用「射精」一詞去形容女性潮射。其他人則認為它應以能跟男性射精區分，且能強調独有性質和目的的形式保留下來。性的醫學化程度增加是研究者的第三項憂慮，基弗認為在最極端情況下它會放在女性性功能障碍的概念之下。基弗擔心過分強調女性潮射會驅使感到不满意的女性尋求醫療協助，波士頓女性健康叢書也表示同樣的憂慮。芭芭拉·艾伦瑞克等人則視此一性表象為男性控制的特權，不過這一觀點遭到其他著者所否定。
當代的女性健康文獻總結道，真實潮射的液體量存有一定變化，且可能難以察覺；不論是否刺激陰道皆有可能發生，且發生時可能會伴隨性高潮，不過也有可能只有強烈的性快感；女性在達至性高潮時未必一定會潮射。不論潮射能夠習得與否，一些女性仍能透過增強性反應，來誘使它出現。桑達爾將潮射描述為女性與生俱來的權利，以及女性創造能力的重要組成部分。

### 對法律判決的影響
在過往的強姦案判決中，女性生殖道內若檢測出像前列腺酸性磷酸酶和前列腺特異性抗原般的化學標記物，便可作為控方證據於法庭提出。不過後來森薩博和卡亨透過四個樣本證明女性潮射的液體所含的前列腺酸性磷酸酶水平要比其尿液還要高。這使得部分建基於法醫證據的判決可能會依據該些化學標記物源於控方女性的想法，來判嫌疑人無罪釋放。

### 色情作品中的女性潮射
色情作品中的女性潮射可能並不是真正意義上的女性潮射，故此以下列出的人物皆只是「有可能出現」真正的女性潮射。
宣称能夠在影片中潮射的AV女優或色情女演員有紅音螢、明日花綺羅、西原亞實、神咲詩織、櫻由羅、羽咲美晴、麻美由真、大塚咲、南梨央奈、爱斗优希、克魯茲 （Annie Cruz）、林恩（Jamie Lynn），以及普雷斯利（Jenna Presley）等等。法倫（Fallon）被稱為首位在色情電影中潮射的色情女演員。 蒂納·林恩（Tiana Lynn）也擁有能夠潮射的能力，她宣稱她在跟馬克·阿什利（Mark Ashley）共演的一幕中發現自己擁有這樣的能力。
漢密爾頓（Sarah Jane Hamilton）是第一位來自英國且能夠在電影中潮射的色情女演員；雖然後來色情作品評論家帕特·萊利（Pat Riley）在他於1993年發表的評論「英國即將到來」（The British are Coming）中反駁指其是排尿。漢密爾頓亦指自己不能按自身或導演的要求潮射。

### 相關審查
英國電影分級委員會會對涉嫌展示女性潮射鏡頭的色情電影進行審查，並宣稱它所收到的專業醫療建議認為女性潮射純屬虛構，因此展示淫樂排尿的鏡頭也會遭到同樣待遇。在《淫褻物品法令》底下，有關在性行為當中排尿的描繪刻畫會遭認定為「淫褻」。該委員會其後表示，它不會就女性潮射是否存在發表任何意見，並指提交給委員會的「女性潮射」鏡頭都只是簡單地偽裝成潮射的排尿罷了。
「Easy on the Eye」製作公司於2010年10月6日發佈了一份新聞公告，當中指色情影片「Women Love Porn」的製作人斯潘在跟視訊上訴委員會一同出席聽證會後，英國電影分級委員會便聽從法律顧問的建議，容許該色情影片的DVD發行至市面（其包含女性潮射的鏡頭）。儘管「Easy on the Eye」製作公司認為這件事為「歷史性的勝利」，但委員會的立場「在未來基本保持不變」。網站「Carnal Nation」指出反審查女性主義者團體在2001年最先提出這個問題。
澳洲的網絡審查提案同有類似觀點，其要求封鎖刻畫女性潮射的色情網站。